# 西大洋城 (馬里蘭州)
西大洋城（英語：West Ocean City）是位於美國馬里蘭州烏斯特縣的一個普查規定居民點。

## 人口
根據2020年美國人口普查的數據，西大洋城的面積為18.24平方千米，當中陸地面積為10.85平方千米，而水域面積為7.39平方千米。當地共有人口4952人，而人口密度為每平方千米271.49人。